# Cần Vương
Cần Vương (věrnost králi) bylo protikolonialistické hnutí ve Vietnamu.

## Historie
Přeměna Vietnamu v kolonii rozštěpila třídu feudálů. Z feudálních kruhů se vydělila reakční část, která kapitulovala před uchvatiteli a stala se jejich oporou. Vlastenecky naladěná část feudální třídy se pokusila klást odpor agresorům. Toto hnutí odporu vešlo do vietnamských dějin pod názvem „can-vuong“ (věrnost králi). Jeho ideologický základ tvořily jednotlivé konfuciánské poučky, zejména ty, které prohlašovaly věrnost vlasti za základní lidskou hodnotu. Toto dodalo celému konfucianismu vlastenecké příchuti. Koncem XIX. století se hnutí „can-vuong“ rozšířilo po celé zemi a přeměnilo se v široké lidové hnutí proti francouzským kolonizátorům a jejich místním přisluhovačům. Avšak vůdcove a ideologové „can-vuong“ nepožadovali buržoazně demokratické reformy, hájily monarchii a staré feudální pořádky a protestovali pouze proti koloniálnímu režimu.